# Rezolucja Rady Bezpieczeństwa ONZ nr 1760
Rezolucja Rady Bezpieczeństwa ONZ nr 1760 została przyjęta 20 czerwca 2007 podczas 5699. posiedzenia Rady.
Rezolucja nakazuje Sekretarzowi Generalnemu ONZ powołanie trzyosobowego panelu ekspertów, którego zadaniem będzie ocena realizacji wcześniejszych rezolucji w sprawie Liberii, w szczególności w kwestiach:
- nielegalnego handlu bronią;
- przejęcia zdobytych nielegalnie zasobów finansowych należących do przebywającego obecnie w międzynarodowym areszcie byłego prezydenta Liberii, Charlesa Taylora;
- nowego liberyjskiego prawa leśnego;
- zgodności działań liberyjskich władz z zasadami Procesu Kimberley, mającego na celu uniemożliwienie przedostawania się nielegalnie pozyskanych diamentów na rynki światowe.

Panel ma przedłożyć Radzie swój raport najdalej do dnia 6 grudnia 2007.